# Giovanni di Bicci de' Medici
Giovanni di Bicci (Firenca, oko 1360. – 20. / 28. veljače 1429.), punim imenom Giovanni di Bicci de' Medici, bio je firentinski bankar i trgovac, prvi istaknuti član obitelji Medici.
Njegov sin bio je Cosimo (Pater Patriae), a praunuk Lorenzo Veličanstveni.

## Biografija
Giovanni di Bicci bio je sin skromnog trgovca Averarda de' Medicija i Jacope (ili Giovanne) Spini; iza očeve smrti ostao je mali imetak, koji je Giovanni podijelio s petoro braće i majkom. Giovanni se bavio trgovinom i mjenjačkim poslovima, a odskočna daska u njegovom životu bila je 1386. godina, kad se oženio Piccardom Bueri iz stare i ugledne firentinske obitelji, koja mu je donijela veliki miraz. S Piccardom je izrodio četvoro djece, od kojih su dvoje, Antonio (rođen 1398.) i Damiano (rođen 1390.) umrli kao mali. Dvojica sinova koji su preživjeli: Cosimo (1389. – 1464.) poznat kao Cosimo il Vecchio (Cosimo Stariji) i Lorenzo (1394. – 1440.) znan kao Lorenzo il Vecchio, postali su osnivači dviju grana medicejske obitelji.
Giovanni di Bicci bio je pomalo nezainteresiran za politiku, osim pitanja koja su se ticala direktno njega ili njegove banke. Vrlo često bi, kad je njegovo ime izvučeno na lutriji za sudjelovanje u signoriji (vladi) Republike Firence, radije platio kaznu nego se prihvatio dužnosti, iako je i on jedan mandat služio kao gonfaloniere u signoriji.
Giovanni je postao šef obiteljske banke Medici, jedne od prvih "multinacionalnih" tvrtki na svijetu, koja je imala poslovnice širom Sjeverne Italije i izvan nje. Ispravno je procijenio 1410. da će se pape vratiti u Rim, a njegovu su vjernost sljedeći pape nagradili, tako da je većina vatikanskih novčarskih poslova išla preko njegove banke. Giovanni di Bicci se brzo bogatio i zahvaljujući pravima na iskop potaše po brojnim rudnicima, tada vrlo unosne robe.
Kada je 1429. umro u 69. godini, bio je jedan od najbogatijih ljudi u Firenci. Pokopan je u staroj sakristiji bazilike San Lorenzo, a njegova je supruga Piccarda pokopana u zajedničkoj grobnici četiri godine kasnije,  1433.

## Vanjske poveznice
- Životopis Giovannija di Biccija na portalu treccani.it (tal.)